# Koalitionsvertrag der 20. Wahlperiode des Bundestages

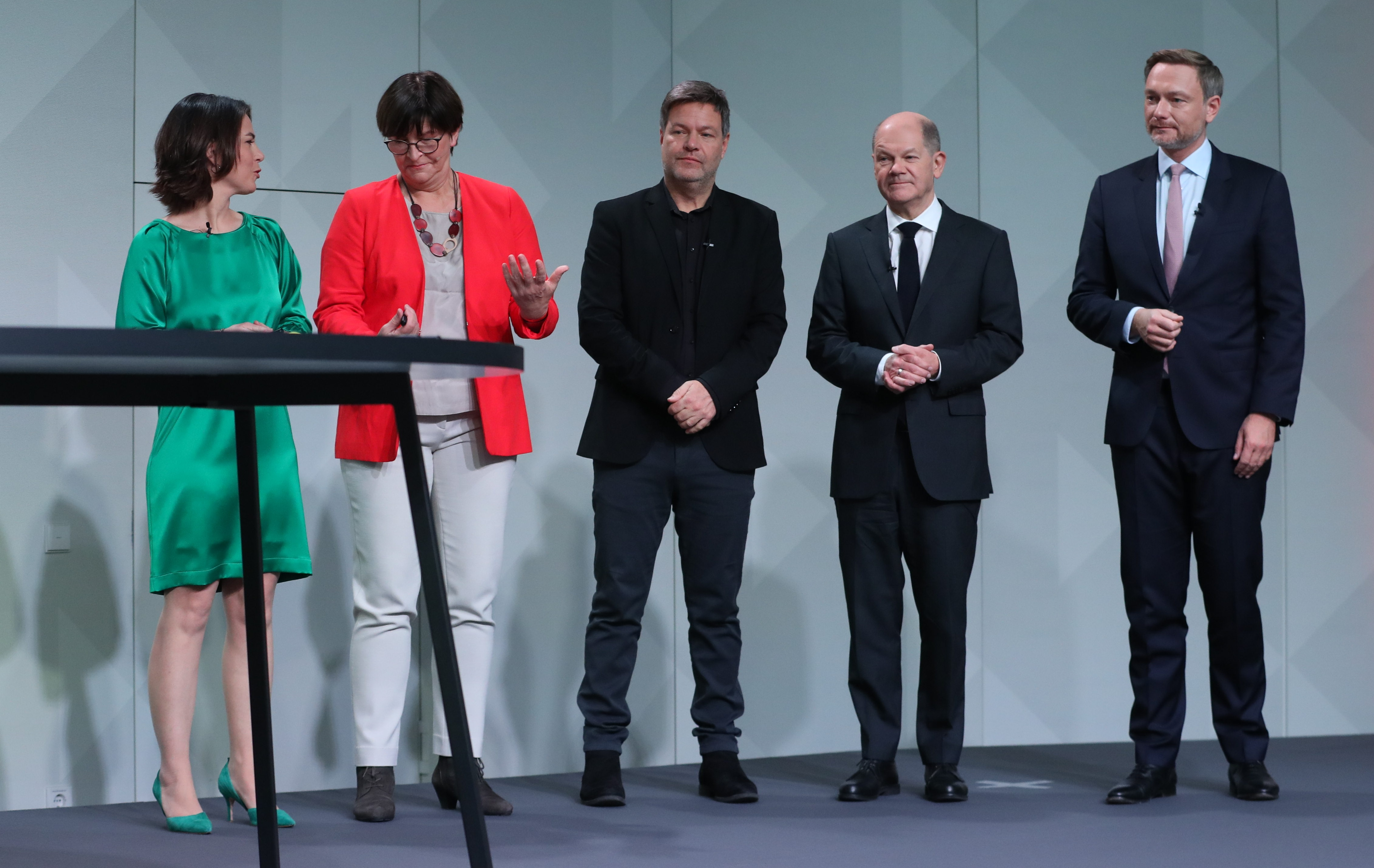
Die Vorsitzenden der SPD, Grünen und FDP am 7. Dezember 2021 mit dem designierten Bundeskanzler bei der Unterzeichnung des Koalitionsvertrages der die Ampelkoalition bzw. das Kabinett Scholz begründete

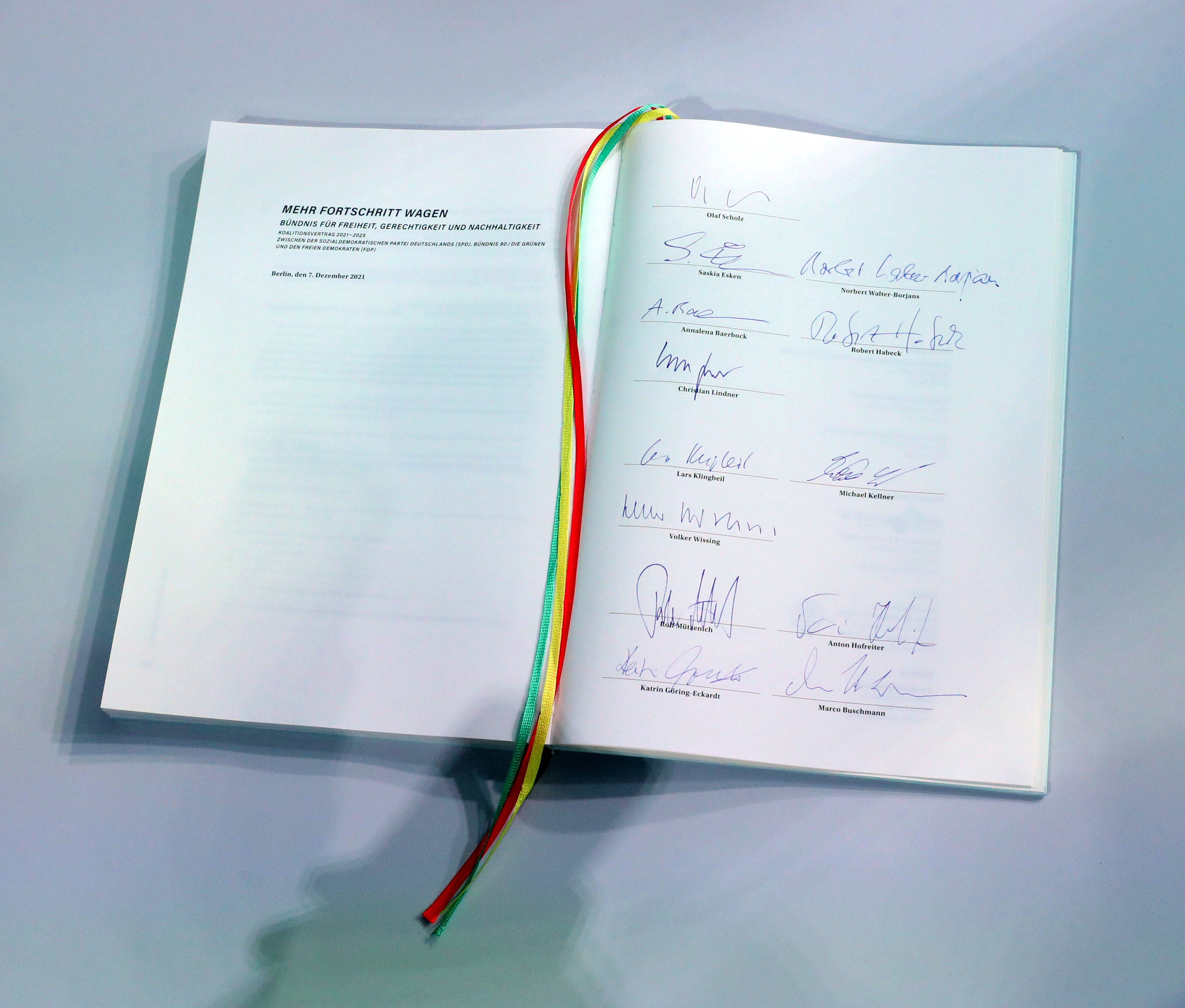
Der unterzeichnete Koalitionsvertrag mit den Unterschriften der Koalitionspartner

Der Koalitionsvertrag der 20. Legislaturperiode des Deutschen Bundestages zwischen der Sozialdemokratischen Partei Deutschlands, Bündnis 90/Die Grünen und der Freien Demokratischen Partei, der nach der Bundestagswahl 2021 ausgehandelt und am 7. Dezember 2021 unterzeichnet wurde, trägt den Titel „Mehr Fortschritt wagen. Bündnis für Freiheit, Gerechtigkeit und Nachhaltigkeit“. Er begründete die so genannte „Ampelkoalition“ im Kabinett Scholz.
Am 4. Dezember 2021 hatten die Delegierten eines Sonderparteitags der SPD dem Vertrag mit 98,8 % der Stimmen zugestimmt, am 5. Dezember 2021 mit 92,24 % der Stimmen die Delegierten eines weitgehend digitalen außerordentlichen FDP-Bundesparteitags und am 6. Dezember 2021 86 % der Mitglieder von Bündnis 90/Die Grünen in einer Urabstimmung.

## Geschichte
Nach ersten Sondierungsgesprächen im Oktober 2021 waren die weiteren Koalitionsverhandlungen am 24. November 2021 abgeschlossen. Der Koalitionsvertrag wurde am 7. Dezember 2021 im Berliner Futurium unterzeichnet.

## Inhalt (Auswahl)
Die Ampelkoalition sei gekennzeichnet durch „drei sehr unterschiedliche Parteien“, welche laut Präambel „die komplexe gesellschaftliche Wirklichkeit“ widerspiegele.
Der Vertrag beinhaltet auf 177 Seiten folgende Abschnitte:

### Moderner Staat, digitaler Aufbruch und Innovationen
Ein moderner, leistungsfähiger Staat bedürfe vor allem der Verwaltungsmodernisierung und der Digitalisierung von Planungs- und Genehmigungsprozessen sowie des Infrastrukturausbaus (Bahnstrecken, Stromtrassen, Brücken).
Die Wahlrechtskommission soll erneut eingesetzt werden. Das aktive Wahlalter für Wahlen zum Europäischen Parlament und zum Deutschen Bundestag soll auf 16 Jahre gesenkt werden.
Analog zum Pakt für Forschung und Innovation soll es ab 2022 einen „Zukunftsvertrag Studium und Lehre stärken“ geben und der Bologna-Prozess vertieft werden.

### Klimaschutz in einer sozial-ökologischen Marktwirtschaft
Der Industrie komme eine zentrale Rolle bei der Transformation der Wirtschaft mit Blick auf Klimaschutz und Digitalisierung zu. Grünem Wasserstoff und der Elektromobilität einschließlich der Maritimen Agenda und dem Ausbau erneuerbarer Energien komme eine zentrale Bedeutung zu. Die bis zur Versorgungssicherheit durch Erneuerbare Energien notwendigen Gaskraftwerke sollen zur Nutzung der vorhandenen (Netz-)Infrastrukturen und zur Sicherung von Zukunftsperspektiven auch an bisherigen Kraftwerksstandorten gebaut werden. Die Umsetzung der Richtlinie 2009/28/EG (Erneuerbare-Energien-Richtlinie) schließe Atomkraftwerke weiterhin aus. Außenpolitisch wird eine Initiative zur Gründung von Klimapartnerschaften sowie eines für alle Staaten offenen internationalen Klimaclubs angestrebt. Der Energiecharta-Vertrag müsse reformiert werden.
Es werde ein sozialer Kompensationsmechanismus über die Abschaffung der EEG-Umlage hinaus entwickelt (Klimageld).
Der Digital Markets Act (DMA) müsse verabschiedet, außerdem das Gesetz gegen Wettbewerbsbeschränkungen (GWB) evaluiert und weiterentwickelt werden. Ein EU-Lieferkettengesetz und ein regelbasierter Freihandel werden unterstützt. Nach einer Entscheidung de Bundesverfassungsgerichts solle das Umfassende Wirtschafts- und Handelsabkommen (CETA) ratifiziert werden, außerdem das Mercosur-Abkommen.
Im Umwelt- und Naturschutz sind die 17 Globalen Nachhaltigkeitsziele der Vereinten Nationen (SDG) Richtschnur der Politik, die nationale Strategie zur biologischen Vielfalt soll mit Aktionsplänen, konkreten Zielen und Maßnahmen weiterentwickelt werden.
Es soll eine verbindliche Tierwohlkennzeichnung eingeführt und bis 2023 eine Ernährungsstrategie beschlossen werden, um vor allem für Kinder eine gesunde Umgebung für Ernährung und Bewegung zu schaffen.
Es soll das Amt einer oder eines Tierschutzbeauftragten geschaffen werden.
Das Klimaschutzgesetz werde durch ein „Klimaschutz-Sofortprogramm mit allen notwendigen Gesetzen, Verordnungen und Maßnahmen“ weiterentwickelt.

### Respekt, Chancen und soziale Sicherheit in der modernen Arbeitswelt
Mit dem Bürgergeld wurde das System der Grundsicherung (Hartz IV) erneuert.
Aus- und Weiterbildung sollen gefördert werden, nicht zuletzt in Gesundheit und Pflege, der Vermittlungsvorrang im SGB II soll abgeschafft und durch eine Optimierung der Transferentzugsraten die Vermittlung in sozialversicherungspflichtige Beschäftigung verbessert werden, auch für Menschen mit Behinderung.
Es soll ausreichend Wohnraum geschaffen und das Bauen und Wohnen der Zukunft bezahlbar, klimaneutral und barrierearm gestaltet werden. Ziel sind 400.000 neuen Wohnungen pro Jahr, davon 100.000 öffentlich geförderte. Das selbstgenutzte Wohneigentum soll mit Tilgungszuschüssen und Zinsverbilligungen gefördert werden. Eine neue Wohngemeinnützigkeit mit steuerlicher Förderung und Investitionszulagen soll eine neue Dynamik in den Bau und die dauerhafte Sozialbindung bezahlbaren Wohnraums erzeugen.
Der Mindestlohn soll erhöht, die Lohnangleichung zwischen Ost und West durch eine stärkere Tarifbindung bei der öffentlichen Auftragsvergabe gefördert werden.
Das Mindestrentenniveau von 48 % soll dauerhaft gesichert werden, der Beitragssatz in der laufenden Legislaturperiode nicht über 20 % steigen. Es gibt keine Rentenkürzungen und keine Anhebung des gesetzlichen Renteneintrittsalters.
Durch den Ausbau multiprofessioneller, integrierter Gesundheits- und Notfallzentren soll eine wohnortnahe, bedarfsgerechte, ambulante und kurzstationäre Versorgung sichergestellt und diese durch spezifische Vergütungsstrukturen gefördert werden (sog. Hybrid-DRG). Eine Regierungskommission für eine moderne und bedarfsgerechte Krankenhausversorgung soll entsprechende Empfehlungen vorlegen.
Die kontrollierte Abgabe von Cannabis an Erwachsene zu Genusszwecken soll in lizenzierten Geschäften eingeführt, die Regelungen für Marketing und Sponsoring bei Alkohol, Nikotin und Cannabis zugleich verschärft werden. Am 1. April 2024 traten wesentliche Teile das Cannabisgesetzes in Kraft.
Nach einer Änderung des Gebäudeenergiegesetzes (GEG) soll zum 1. Januar 2025 jede neu eingebaute Heizung auf der Basis von 65 % erneuerbarer Energien betrieben werden.

### Chancen für Kinder, starke Familien und beste Bildung ein Leben lang
Ein Digitalpakt 2.0 (Digitalpakt Schule) soll Chancengleichheit und Teilhabe gewährleisten. Kinderrechte sollen nach den Vorgaben der UN-Kinderrechtskonvention im Grundgesetz verankert werden. Das sog. Gute-Kita-Gesetz und Sprach-Kitas sollen fortentwickelt und verstetigt und gemeinsam mit den Ländern die öffentlichen Bildungsausgaben deutlich gesteigert werden. Die Tätigkeit des Unabhängigen Beauftragten für Fragen des sexuellen Kindesmissbrauchs soll gesetzlich geregelt werden.
Eine Kindergrundsicherung mit einem einkommensunabhängigen Garantiebetrag, der für alle Kinder und Jugendlichen gleich hoch ist, und einem vom Elterneinkommen abhängigen, gestaffelten Zusatzbetrag soll die Kinderarmut in Deutschland bekämpfen.
Das „kleine Sorgerecht“ für soziale Eltern und eine „Verantwortungsgemeinschaft“ aus zwei oder mehr Erwachsenen sollen als neue Rechtsinstitute eingeführt werden. Samenspendenregister sollen auch für private Samenspenden und für Embryonenspenden geöffnet werden.

### Freiheit und Sicherheit, Gleichstellung und Vielfalt in der modernen Demokratie
Die Koalition will eine unabhängige Polizeibeauftragte bzw. einen unabhängigen Polizeibeauftragten für die Polizeien des Bundes als Anlaufstelle beim Deutschen Bundestag mit Akteneinsichts- und Zutrittsrechten einführen.
Die Zusammenarbeit von Polizei und Justiz soll unter anderem durch eine Verstetigung des Pakts für den Rechtsstaat, den Ausbau der polizeilichen und justiziellen Zusammenarbeit in der Europäischen Union und die Weiterentwicklung von Europol zu einem Europäischen Kriminalamt gestärkt werden.
Die EU-Verbandsklagerichtlinie und die EU-Whistleblower-Richtlinie sollen umgesetzt, das Thema Sterbehilfe geregelt und englischsprachige Spezialkammern für internationale Handels- und Wirtschaftsstreitigkeiten eingeführt, der Kampf gegen organisierte Kriminalität, politischen Extremismus und Kindesmissbrauch verstärkt werden.
Upload-Filter werden abgelehnt, Staatsleistungen sollen abgeschafft und die ILO Konvention Nr. 190 über die Beseitigung von Gewalt und Belästigung in der Arbeitswelt ratifiziert werden. Gehsteigbelästigungen von Abtreibungsgegnerinnen und Abtreibungsgegnern sollen wirksame gesetzliche Maßnahmen entgegengesetzt werden.
Eine „Kommission zur reproduktiven Selbstbestimmung und Fortpflanzungsmedizin“ soll die Regulierungen für den Schwangerschaftsabbruch außerhalb des Strafgesetzbuches sowie Möglichkeiten zur Legalisierung der Eizellspende und der altruistischen Leihmutterschaft prüfen.
Im Staatsangehörigkeitsrecht soll die Mehrfachstaatsangehörigkeit ermöglicht und der Erwerb der deutschen Staatsangehörigkeit vereinfacht werden.
Das Transsexuellengesetz soll durch ein Selbstbestimmungsgesetz ersetzt werden.
Die Vertragspartner wollen Kultur in ihrer Vielfalt als Staatsziel verankern und für Barrierefreiheit, Diversität, Geschlechtergerechtigkeit und Nachhaltigkeit eintreten, außerdem den Gender-Pay-Gap schließen, das Filmförderungs- und Urheberrecht novellieren, die Provenienzforschung des kolonial belasteten Sammlungsgutes und die Rückgabe von Objekten aus kolonialem Kontext fördern einschließlich der Aussöhnung mit Namibia sowie die innere Einheit sozial und wirtschaftlich vollenden.

### Deutschlands Verantwortung für Europa und die Welt
Die Koalition bekennt sich zu den Europäischen Verträgen, der NATO und zum Multilateralismus der Vereinten Nationen und der Organisation für Sicherheit und Zusammenarbeit in Europa.
Irreguläre Migration soll reduziert und reguläre Migration ermöglicht werden. Dazu gehört auch eine Rückführungsinitiative und die Reform der Europäischen Asylsystems.
Das Konzept der AnkER-Zentren wird nicht weiterverfolgt.
Die Koalition betreibt eine feministische und digitale Außenpolitik für ein globales, offenes Internet und will eine führende Rolle bei der Stärkung internationaler Abrüstungsinitiativen und Nichtverbreitungsregimes (Global Zero) einnehmen. Auf europäischer und auf nationaler Ebene soll der Rüstungsexport gesetzlich kontrolliert werden.
Der Beitritt der EU zur Europäischen Menschenrechtskonvention wird unterstützt. Menschenrechtsverletzungen dürfen nicht straflos bleiben.
Die Bundeswehr leiste einen unverzichtbaren Beitrag zur nationalen und internationalen Sicherheit und müsse „demografiefest und langfristig auch mit Blick auf die Altersstruktur ausbalanciert sein.“
Die Sicherheit Israels bleibt Staatsräson. Mit Russland wird eine verstärkte Zusammenarbeit bei Zukunftsthemen (z. B. Wasserstoff, Gesundheit) und bei der Bewältigung globaler Herausforderungen (z. B. Klima, Umwelt) angestrebt, auf der Grundlage der Menschenrechte und des geltenden internationalen Rechts auch die Kooperation mit China.

### Zukunftsinvestitionen und nachhaltige Finanzen
Die 2020er Jahre sollen ein „Jahrzehnt der Zukunftsinvestitionen“ sein, insbesondere in Klimaschutz, Digitalisierung, Bildung, Forschung und Infrastruktur.
Auch im Jahr 2022 seien fortwirkende Pandemiefolgen zu bewältigen, die weiterhin eine außergewöhnliche Notsituation im Sinne der Schuldenregel begründe. 2023 solle die Schuldenbremse jedoch eingehalten werden.
Der Energie- und Klimafonds (EKF) soll zu einem Klima- und Transformationsfonds (KTF) weiterentwickelt werden. Dafür sollen im Haushalt 2021 bereits für sog. Corona-Hilfen veranschlagte und nicht genutzte Kreditermächtigungen über einen Nachtragshaushalt dem KTF zweckgebunden für zusätzliche Klimaschutzmaßnahmen und Maßnahmen zur Transformation der deutschen Wirtschaft zur Verfügung gestellt werden. Als einer der Architekten dieser Umwidmung von Corona-Hilfen in Mittel für den Klimaschutz gilt Werner Gatzer.
Überflüssige, unwirksame sowie umwelt- und klimaschädliche Subventionen und Ausgaben will man abbauen, die Dienstwagenbesteuerung für neu zugelassene Fahrzeuge stärker auf die rein elektrische Fahrleistung ausrichten und die im Rahmen der EU bereits bestehende Plastikabgabe wie in anderen europäischen Ländern auf die Hersteller und Inverkehrbringer umlegen.
Deutschland soll zum führenden Standort nachhaltiger Finanzierung (Sustainable Finance) nach dem Leitbild der Finanzstabilität werden.
Der Prozess zur Einführung eines digitalen Euro als Ergänzung zum Bargeld, der als gesetzliches Zahlungsmittel in Europa für alle zugänglich und allgemein einsetzbar ist, soll „konstruktiv begleitet“ werden.

## Umsetzung der Vorhaben
Laut Bertelsmann-Stiftung hatte die Regierung bis September 2023 174 von 453 ihrer Vorhaben ganz oder teilweise umgesetzt (38 Prozent), weitere 55 Vorhaben (12 Prozent) waren im „Prozess der Erfüllung“, 62 Vorhaben (14 Prozent) waren „substantiell angegangen“. 162 Vorhaben (36 Prozent) waren zu diesem Zeitpunkt nicht erfüllt oder angegangen.

## Kritik
Im Haushaltsjahr 2021 war eine Kreditermächtigung zur Bewältigung pandemiebedingter Mehrausgaben in Höhe von 60 Mrd. Euro nicht ausgeschöpft worden. Diese wurde mit dem Zweiten Nachtragshaushaltsgesetz vom 18. Februar 2022 dem Energie- und Klimafonds (EKF) zugeführt, um sie in den Folgejahren ohne Einschränkung der dann zulässigen Neuverschuldung für Energieversorgung und Klimaschutzmaßnahmen auszugeben.
Gegen das Vorgehen wurde von Teilen der Öffentlichkeit und von der Opposition im Bundestag heftige Kritik vorgetragen. Danach stelle die „Operation Rücklage“ eine Zweckentfremdung der zusätzlichen Verschuldungsmöglichkeiten dar, die sich aus dem Ausnahmetatbestand der Schuldenbremse ergeben.
Das Zweite Nachtragshaushaltsgesetz 2021 entsprach nach Ansicht des Bundesverfassungsgerichts nicht den verfassungsrechtlichen Anforderungen an notlagenbedingte Kreditaufnahmen und wurde deshalb im November 2023 für verfassungswidrig und nichtig erklärt.

## Mitglieder im Koalitionsausschuss
Der Koalitionsausschuss bestand aus ständigen Vertreterinnen und Vertretern der drei Koalitionspartner, darunter die Parteivorsitzenden, der Bundeskanzler und die Spitzen der Regierung, der Chef des Bundeskanzleramtes sowie die Vorsitzenden der Koalitionsfraktionen im Deutschen Bundestag. Sitzungen des Koalitionsausschusses werden gemeinsam vorbereitet.
Die Koalitionspartner treffen sich monatlich zu Koalitionsgesprächen im Koalitionsausschuss, um grundsätzliche und aktuelle politische Fragen miteinander zu diskutieren und die weitere Arbeitsplanung miteinander abzustimmen. Darüber hinaus treffen sie sich zu allen Angelegenheiten von grundsätzlicher Bedeutung, die zwischen den Koalitionspartnern abgestimmt werden sowie zu Angelegenheiten, deren Beratung einer der Koalitionspartner wünscht. Der Koalitionsausschuss bereitet die Leitlinien der Arbeit der Koalition vor.
- Parteivorsitzende
  - Saskia Esken, Lars Klingbeil (SPD)[23][24]
  - Ricarda Lang, Omid Nouripour (Bündnis 90/Die Grünen)[25]
  - Christian Lindner (FDP)[26]

- Bundeskanzler und „Spitzen der Regierung“
  - Olaf Scholz (Bundeskanzler)
  - Robert Habeck (Vizekanzler)

- Chef des Bundeskanzleramts
  - Wolfgang Schmidt

- Fraktionsvorsitzende im Deutschen Bundestag
  - Rolf Mützenich (SPD)
  - Katharina Dröge, Britta Haßelmann (Bündnis 90/Die Grünen)
  - Christian Dürr (FDP)